# Dayah Mon Ara (Kuta Makmur)
Dayah Mon Ara is een bestuurslaag in het regentschap Aceh Utara van de provincie Atjeh, Indonesië. Dayah Mon Ara telt 652 inwoners (volkstelling 2010).